# Anteczków
Anteczków – osada w Polsce położona w województwie wielkopolskim, w powiecie gostyńskim, w gminie Piaski, sołectwie Szelejewo Drugie
W latach 1975–1998 miejscowość położona była w województwie leszczyńskim.